# Sphagnum fimbriatum
Sphagnum fimbriatum là một loài rêu trong họ Sphagnaceae. Loài này được Wilson mô tả khoa học đầu tiên năm 1847.

## Hình ảnh

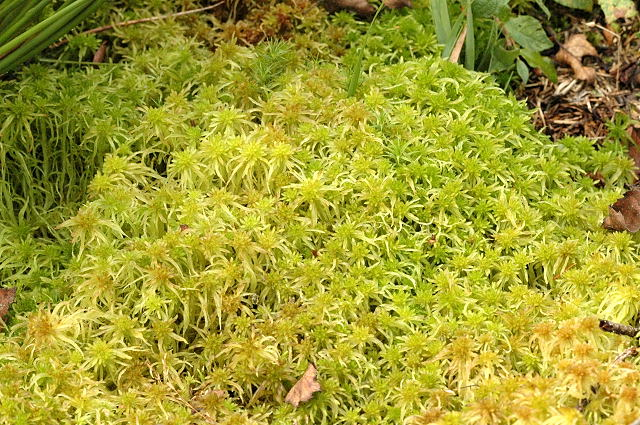
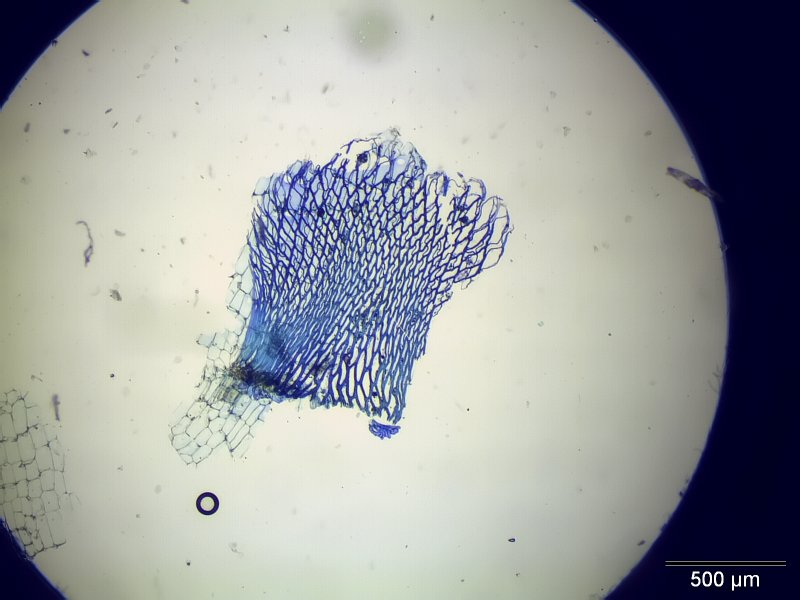
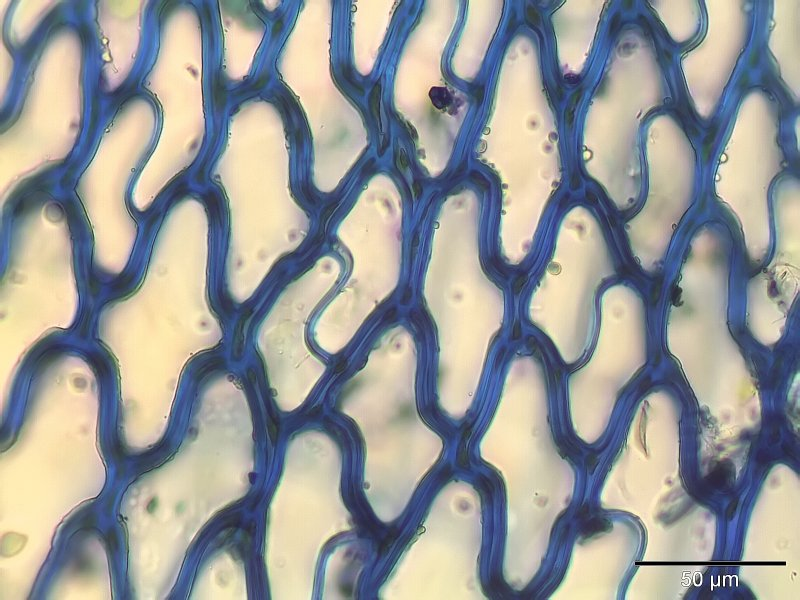
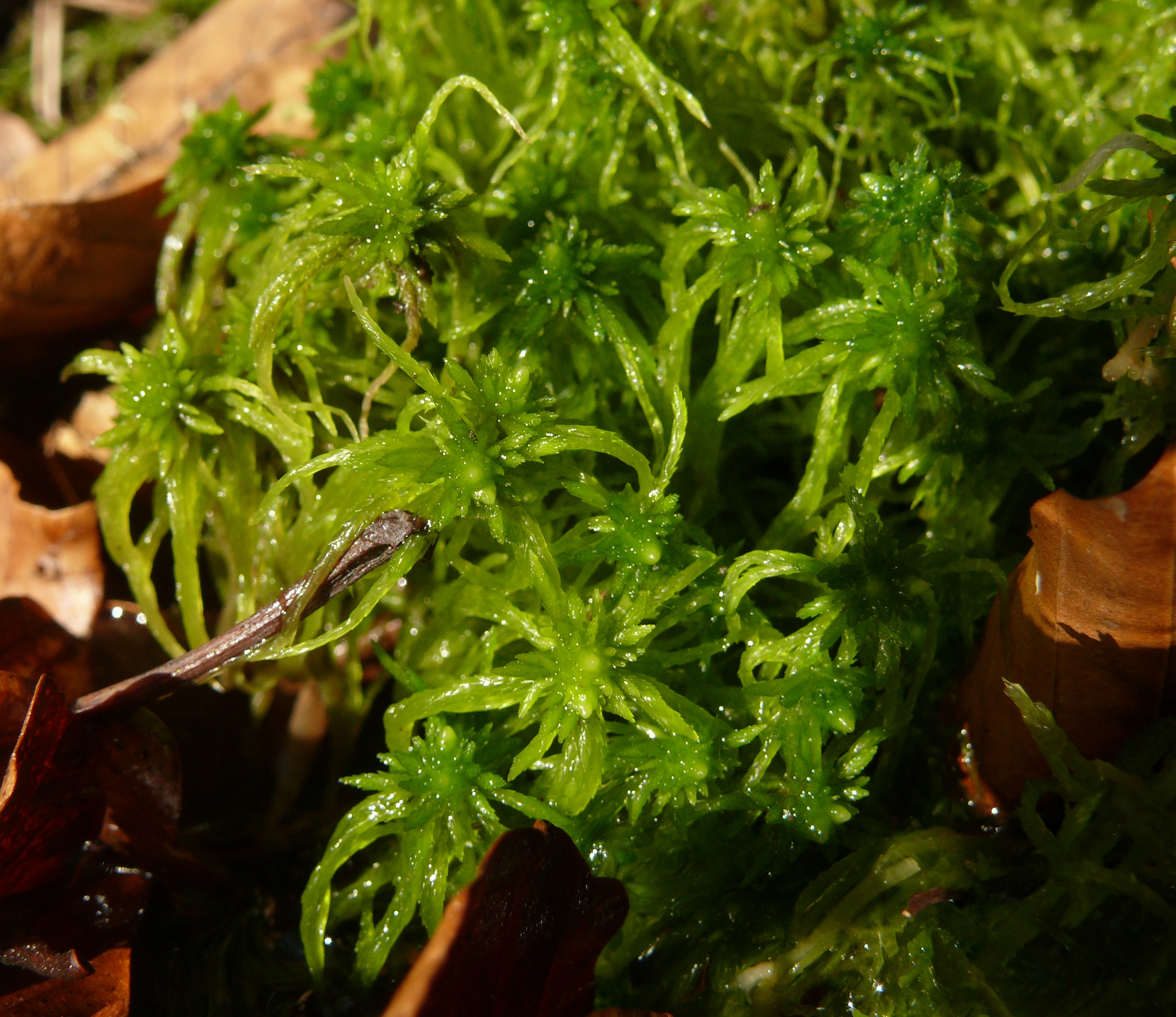